# 華壽嵩
華壽嵩（1903年11月18日 —1989年7月28日）生於江蘇無錫，曾任台灣省首任公路局局長，奠定台灣公路系統之基礎，發展台灣觀光事業和台灣與澎湖列島之船舶客貨業務，粗定台灣航業基礎.

## 生平
華壽嵩，字維嶽，原籍江蘇省無錫青城市，幼年喪父，兄弟三人全仗母親顧，無錫高等小學讀書，嗣進上海交通大學附中四年，繼升大學部管理系。
1924年1月2日和陳蓉芬女士在無錫結婚，1925年春長女華之盈在滬出生，1926年7月27日 陳蓉芬女士患病不治，1928年3月12日和徐麗春女士在無錫結婚，1929年秋長男華之鳴無錫出生，1930年冬次男華之星無錫出生，1932年春幼女華之寧南京出生。1941年母顧太夫人病逝滬寓。
1937年任職軍政部交通處副處長，隨政府遷往重慶工作，1941年春奉派美國，襄助中美租借法案。 第二次抗戰期間曾任軍政部料物處處長，1945年2月1日，就任交通部材料司司長，抗戰勝利，回都南京，主持交通部材料司頗著成績，1946年隨政局遷往台灣，同年8月1日創建台灣省公路局，任台灣省公路局第一任局長，篳路藍縷，慘澹經營，貸款購車，營收償債，自給自足，奠定台灣公路系統基礎，當時用人廣攬台灣同胞為公路交通服務，造福地方，蔚然有成。在任時並奉派兼任台灣旅行社股份有限公司董事長，發展觀光事業，於台北圓山日本神社舊址改建宮殿大廈，成立省營圓山台灣大飯店，現代設備，現代管理，經營企業化，旋組織圓山俱樂部，負責經營，開國內觀光事業先鋒。 1948年專任台灣省府交通部處長，並奉派兼任中央在台物資處理委員，處理中央政府在台物資十五萬噸，始終其事。 1952年3月1日兼任省營台灣航業公司董事長，兼任總經理，經營十年，負責水上交通重任，船舶汰舊更新，發展台灣與澎湖列島之船舶客貨業務，粗定台灣航業基礎。 1957年專任省營台灣航業公司職務。
1962年春 偕夫人徐麗春女士定居費城，和兒女相聚，期間除主持"糧靈堂" 教會外，擔任翻譯工作兩年，1967年2月7日受費城賓州大學之請，任職圖書館館員12年，直到1979年1月31日正式退休。 1984年年遷居紐約。

1989年7月28日子時，因心臟病突發，病逝紐約Wilson Memorial Hospital 。
2009年次子華之星和幼女華之寧以父親華壽嵩名義捐資10萬元人民幣，在父親母校前洲北七小學設立“華壽嵩獎學金”。 華壽嵩是台北扶輪社創始會員和大陸同鄉會第一屆名譽理事長。

## 生平著作
1978年7月起 ，至1987年8月止，著作：半生回顧
1978年7月、壽嵩文集
1979年8月、見證集
1982年春、主賜仁者壽
1982年8月、文書翰墨選輯（兩冊）1983年冬 等六種七冊著作，已收入大陸同鄉會圖書室。

## 家庭
華壽嵩第一任妻子陳蓉芬生有一女
長女 華之盈旅美 
華壽嵩第二任妻子徐麗春 生有 二男一女
長男 華之鳴 1951年赴美深造，取得化工碩士學位。
次男 華之星 1952年赴美深造，先後取得化工碩士和博士學位。
幼女 華之寧 1957年赴美深造，取得碩士學位。旅美知名畫家。

## 資料來源
1. 1 2  國史館臺灣文獻館. . 國史館臺灣文獻館. 國史館臺灣文獻館.   [2019-08-15]. （原始内容存档于2020-04-21）.
2. 1 2  華乾健. . 台灣大陸同鄉會文獻數據庫. 無錫鄉訊.   [2019-08-15]. （原始内容存档于2020-04-20）.
3. 1 2 3 4 5 6  華之鳴. . 台灣大陸同鄉會文獻數據庫. 無錫鄉訊.   [2019-08-15]. （原始内容存档于2020-04-20）.
4. 1 2 3 4  陳祖光. . 交大友聲雜誌 (交大同學會友聲月刊社). 1990-03-20  [2022-07-18]. （原始内容存档于2020-04-20）.
5. ↑  . 台灣大陸同鄉會文獻數據庫. 無錫鄉訊.   [2019-08-15]. （原始内容存档于2020-04-20）.
6. 1 2 3 4  華乾健. . 台灣大陸同鄉會文獻數據庫. 無錫鄉訊.   [2019-08-15].
7. 1 2  無錫鄉訊. . 台灣大陸同鄉會文獻數據庫. 台灣大陸同鄉會文獻數據庫.   [2019-08-15]. （原始内容存档于2020-04-20）.
8. ↑  中新網. . 中國新聞網.   [2019-08-29]. （原始内容存档于2019-08-29）.
9. ↑  台北中山社李博信前社長. . 華文扶輪資訊中心. 華文扶輪資訊中心.   [2019-08-29]. （原始内容存档于2019-12-18）.
10. ↑  . 台灣大陸同鄉會文獻數據庫. 無錫鄉訊.   [2019-08-29].